# طرخشقون مثلثي
طرخشقون مثلثي (باللاتينية: Taraxacum triangulare) هو نوع نباتي يتبع جنس الطرخشقون من القبيلة الشيكورية.